# ホセ・ナバーロ
ホセ・ナバーロ（Jose Navarro、1981年6月7日 - ）は、アメリカ合衆国の男性プロボクサー。カリフォルニア州ロサンゼルス出身。

## 来歴
シドニーオリンピックアメリカ代表などアマチュアで活躍後、2001年1月27日にプロデビュー。
デビュー通算21連勝を記録し、地域タイトルも獲得。
2005年1月3日、川嶋勝重の持つWBC世界スーパーフライ級王座に指名挑戦者として挑戦するが、スプリットデシジョンでプロ初の敗北を喫した。
2006年2月27日、徳山昌守の持つ同タイトルに再挑戦。しかし判定決着となり完敗。
2006年11月10日、ガブリエル・エリゾンドを判定で下しNABAスーパーフライ級王座を獲得。
2007年5月19日にロベルト・ゴメスとノンタイトルで対戦し、6RKO勝ち。
2007年10月13日、ディミトリー・キリロフとIBF世界スーパーフライ級王座決定戦で対戦し、判定負け。
2008年2月16日、クリスチャン・ミハレスの持つWBC世界スーパーフライ級王座に挑戦するが、判定負け。
2009年10月3日、ミッチェル・ドミンゴとのノンタイトル戦で8RTKO負けを喫し、世界戦以外での初の敗戦となった。2010年5月27日の再起戦は判定勝ちを収めた。
2010年9月17日、ネストール・ロチャに8R判定負け。